# 송신도
송신도(宋神道, 1922년 11월 24일 ~ 2017년 12월 16일)는 한국의 전 위안부 여성으로, 일본국 정부로부터 공식 사과를 받기 위해 일본에서 살면서 캠페인을 벌였다. 상황 재발 방지를 위해 위안부의 역사를 일본 학교에서 가르칠 필요성을 인식했다.

## 영화
다큐멘터리 영화 나의 마음은 지지 않았다에서 송신도의 위안부 인식에 관한 이야기를 다루었다.

## 같이 보기
- 한국정신대문제대책협의회